# Buliu He
Der Buliu He (chinesisch 布柳河, Pinyin bùliǔhé) ist ein Fluss im Flusssystem des Xi Jiang in der Provinz Guangxi in China.

## Verlauf
Der Fluss entsteht aus dem Zusammenfluss von Yuli He und Anxiang He im Lingyun Xian. Er verläuft nach Nordosten und mündet letztlich in den Flussabschnitt des Hongshui He kurz vor der Longtan-Staumauer. Die Xianren Qiao (chinesisch 仙人桥, Pinyin Xiānrén Qiáo – „Elfen-Brücke“), die weltweit längste natürliche Felsenbrücke überspannt die Schlucht und auch die Buliuhe He Qiao (Buliufluss-Brücke), eine der höchsten Brücken der Welt befindet sich im Flusstal.
Der Name des Flusses kommt aus der Sprache Zhuang. „bu“ bedeutet „Quelle“ und „liu“ Alkohol. Die Legende besagt, dass der Fluss aus einer Quelle aus Alkohol entsprang.